# Carlos Pagliuchi
Carlos Pagliuchi (Toscana, 6 de junho de 1885 — São Paulo, 10 de outubro de 1963)  é um pianista e maestro brasileiro nascido na Itália.
Veio para o Brasil ainda menino, e fixou-se na cidade de São Paulo onde desenvolveu carreira artística. Regeu orquestras que tocavam em salas de espera de cinemas, além de tocar piano no acompanhamento de filmes. Deixou composições populares e eruditas.